# بنونی بهایت
بنونی بهایت (انگلیسی: Benoni Beheyt؛ زادهٔ ۲۷ سپتامبر ۱۹۴۰) دوچرخه‌سوار اهل بلژیک است.
وی در مسابقات کشوری و بین‌المللی در مجموع برندهٔ ۱ مدال طلا شده‌است.